# Anna Katarina Konstantia Vasa
Anna Katarina Konstantia Vasa (polsk: Anna Katarzyna Konstancja Waza), (født 7. august 1619 i Warszawa , døde 8. oktober 1651 i Köln) , datter af kong Sigismund III af Polen og Konstantia af Steiermark. Gift 8. juni 1642 af Filip Wilhelm af Pfalz-Neuburg i sit første ægteskab, barnløse.
Anna Katarina Vasa blev skænket i 1632 amterne Brodnickie, gołubskie og Tucholskie af det polske parlament. Mellem 1639-1642, var der forhandlinger om et ægteskab med Ferdinand Karl af Østrig, ærkehertug af Tyrol, men på grund af aldersforskellen og kampe om medgift blev det ikke til noget.